# Saudijska košarkaška reprezentacija
Saudijska košarkaška reprezentacija predstavlja državu Saudijsku Arabiju u športu košarci. Krovna organizacija im je Košarkaški savez Saudijske Arabije (arapski : المملكة العربية السعودية لكرة السلة الاتحاد‎). Nikada se nisu plasirali na velika svjetska natjecanja. S Panarapskih igara imaju zlatnu medalju iz Bejruta 1997. godine. 